# Аалтонен, Миро
Ми́ро А́алтонен (род. 7 июня 1993, Йоэнсуу, Северная Карелия) — финский хоккеист, нападающий швейцарского клуба «Клотен». Олимпийский чемпион 2022 года.

## Карьера
В 2013 году был выбран клубом НХЛ «Анахайм Дакс» в шестом раунде под общим номером 177. В 2011 был выбран подмосковным «Атлантом» на драфте юниоров КХЛ во втором раунде под общим номером 45. Немало играл в юниорских и молодёжной сборной Финляндии, однако в национальную команду пока не приглашался. Вместе с «Кярпятом» Аалтонен стал обладателем бронзовой медали чемпионата Финляндии-2016. Провёл 58 матчей в гладком сезоне — 35 баллов (15+20), и 8 игр в плей-офф (0+3). В марте 2017 года подписал контракт с клубом из НХЛ «Торонто Мейпл Лифс». В июле 2018 года вернулся в КХЛ.
13 сентября 2020 года, выступая за СКА, сделал хет-трик в ворота «Нефтехимика» (5:2), также в этом матче сделал одну результативную передачу. Этот хет-трик стал первым в истории для всех легионеров СКА в чемпионатах КХЛ.
Выступал на Кубке Первого канала в 2016 году и стал лучшим бомбардиром турнира.
Вернулся в «Витязь» в 2021 году. В июне 2022 года подписал контракт со швейцарским «Клотеном».

## Статистика
| Легенда | Легенда                    | Легенда | Легенда                   | Легенда | Легенда    |
| ------- | -------------------------- | ------- | ------------------------- | ------- | ---------- |
| И       | Количество проведённых игр | Штр     | Штрафное время            | +/−     | Плюс-минус |
| Г       | Голы                       | П       | Голевые передачи          | О       | Очки       |
| -       | Статистика неизвестна      | —       | Статистика не учитывалась |         |            |